# Aigua potable

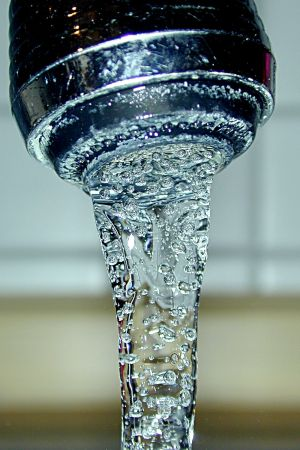
L’aigua de l'aixeta és aigua potable subministrada a través d'una fontaneria interior per a ús domèstic a molts països.

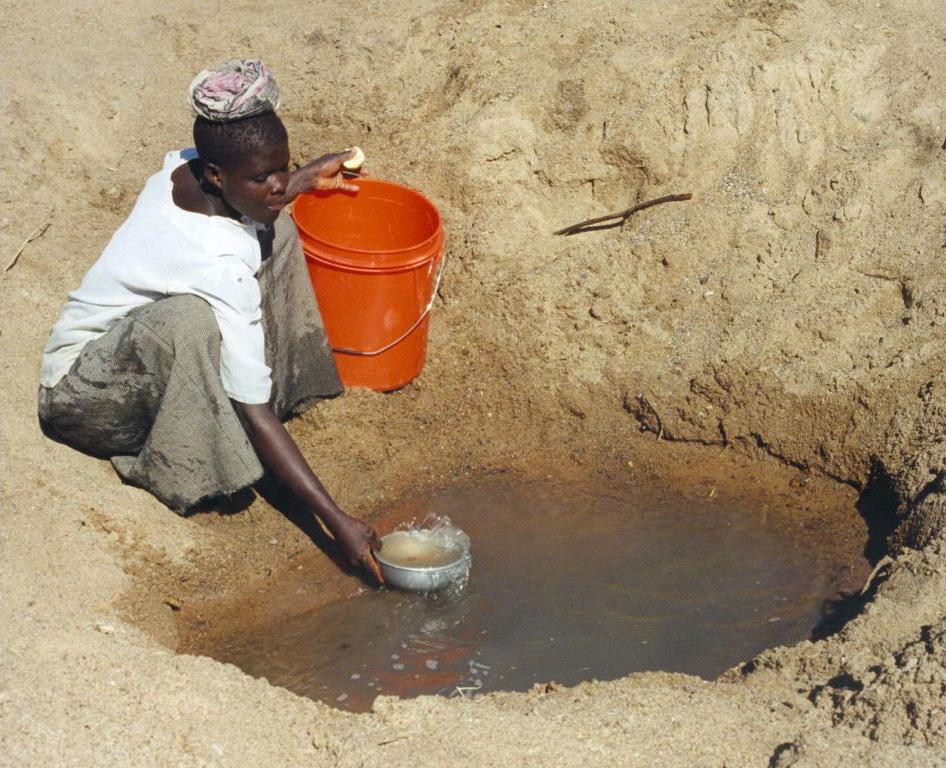
Entre 1.000 i 2.000 milions de persones no tenen aigua potable segura. La imatge és de Mwamongu, Àfrica.

Aigua potable (del llatí: potabilis, derivatiu del verb potare= beure) és aigua que es pot beure o utilitzar per a la preparació dels aliments. La quantitat d'aigua potable necessària per mantenir una bona salut varia i depèn del nivell d'activitat física, l'edat, els problemes relacionats amb la salut i les condicions ambientals. Aquells que treballen en un clima càlid, poden necessitar-se fins a 16 litres al dia.
Normalment als països desenvolupats, l'aigua de l'aixeta compleix els estàndards de qualitat de l'aigua potable, tot i que només una petita proporció es consumeix o s'utilitza en la preparació d'aliments. Altres usos típics són el rentatge, lavabos i regadiu. Les aigües grises també es poden utilitzar per als lavabos o per al reg. El seu ús per al reg però pot estar associat a riscos. L'aigua també pot ser inacceptable a causa de nivells de toxines o sòlids en suspensió.
A escala mundial, el 2015, el 89% de les persones tenien accés a l'aigua des d'una font adequada per beure, anomenada font d'aigua millorada. A l'Àfrica subsahariana, l'accés a l'aigua potable oscil·lava entre el 40% i el 80% de la població. Prop de 4.200 milions de persones a tot el món tenien accés a l'aigua de l'aixeta, mentre que altres 2.400 milions tenien accés a pous o aixetes públiques. L'Organització Mundial de la Salut considera l'accés a aigua potable segura un dret humà bàsic.
Entre 1.000 i 2.000 milions de persones no tenen aigua potable segura, un problema que causa 30.000 morts cada setmana. Hi ha més gent que mor per la manca d'aigua que per la guerra, segons va dir el secretari general de l'ONU, Ban Ki-moon, el 2010.

## Recursos hídrics

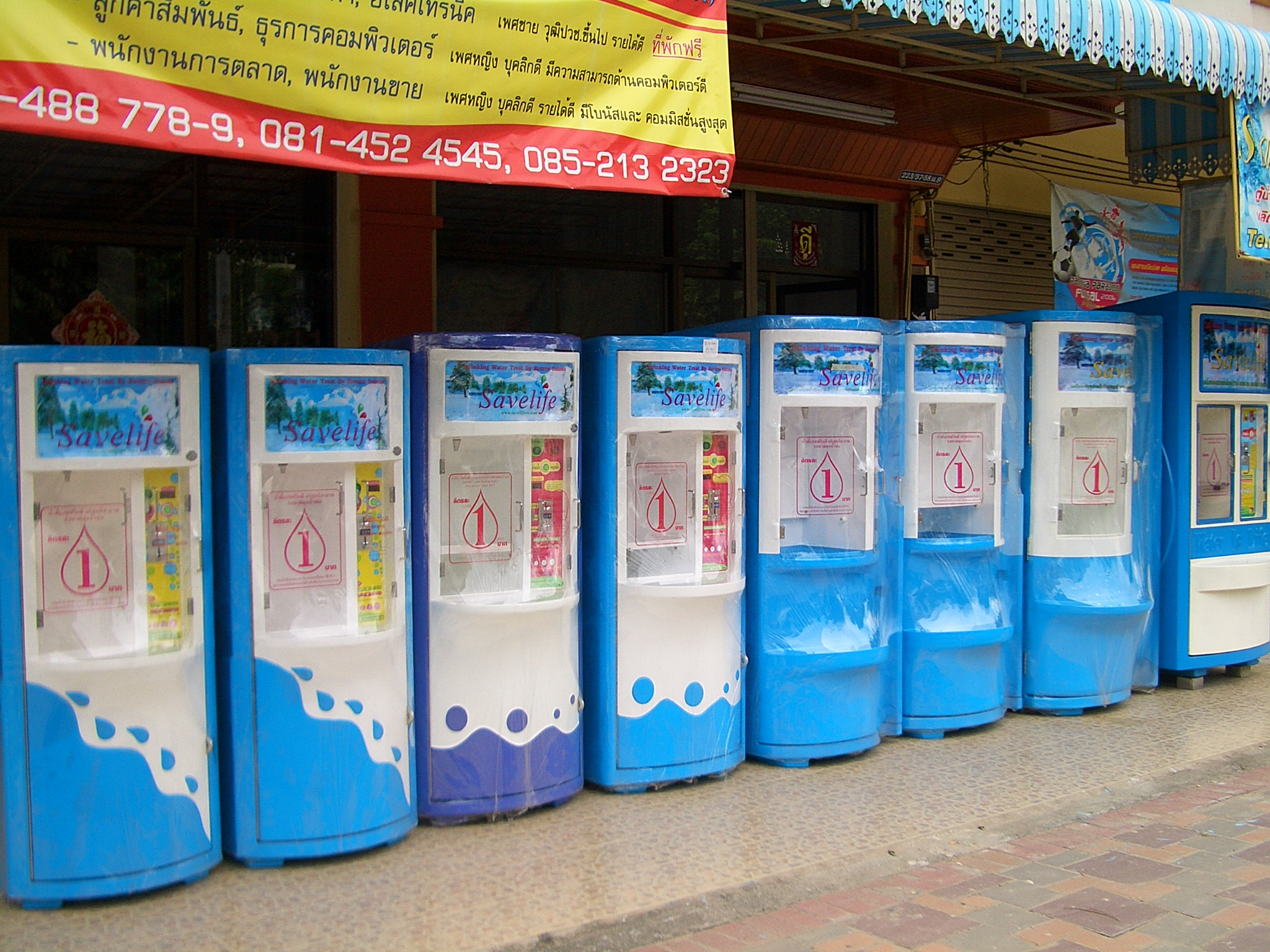
Màquines expenedores d' aigua potable a Tailàndia. Es ven un litre d'aigua potable (a l'ampolla del client) per 1 baht.

L'aigua cobreix aproximadament el 70% de la superfície terrestre, on aproximadament el 97,2% és salina, només el 2,8% dolça. L'aigua potable està disponible a gairebé totes les zones poblades de la Terra, tot i que pot ser costosa i el subministrament no sempre és sostenible. Les fonts on es pot obtenir aigua inclouen:
- Recursos hídrics del sòl com aigües subterrànies, deus, zones hiporreiques i aqüífers
- Precipitacions que inclouen pluja, calamarsa, neu, boira, etc.
- Aigües superficials com rius, rierols, glaceres
- Fonts biològiques com les plantes
- Aigua de mar dessalada
- Xarxa de subministrament d'aigua
- Generador d'aigua atmosfèrica

Les amenaces per a la disponibilitat de recursos hídrics inclouen l'escassetat d' aigua, la contaminació de l'aigua, el conflicte hídric i el canvi climàtic.
S'estima que al voltant del 70% d'aigua dolça es consumeix en agricultura, un 20% en la indústria, com refrigerant, transport i dissolvent i el consum domèstic el 10% restant.

## Disponibilitat de l'aigua potable
A gran part del món la humanitat no té un accés adequat a aigua potable segura i fan servir aigües en diferent grau de contaminació o que de manera natural resulten inadequades. A l'Àfrica només un 46% de la població té accés a l'aigua potable. Aquestes aigües no potables són vectors de múltiples malalties (sobretot la diarrea en infants) i de paràsits i són una de les principals causes de mort en aquests països. Un dels Objectius de Desenvolupament del Mil·lenni de les Nacions Unides (MDGs) és la sostenibilitat ambiental. El 2004, només el 42% de la població en zones rurals tenia accés a l'aigua potable.
En zones d'agricultura intensiva sovint les aigües subterrànies estan contaminades per les dejeccions dels animals i la lixiviació profunda de plaguicides i agroquímics en general fins a convertir aquesta aigua subterrània en no-potable. Un cas especial és el dels nitrats que són molt solubles i es converteixen en nitrits encara més tòxics. També es poden donar vessaments a terra de productes industrials líquids o sòlids que la lixiviació farà arribar potser a les reserves subterànies d'aigua.
Les aigües no potables sovint tenen un ús adequat per a la irrigació o poden ser potabilitzades a baix cost. La desinfecció local per energia solar és eficient. També les plantes dessalinitzadores especialment les que usen osmosi inversa permeten potabilitzar grans quantitats d'aigua marina o salobre. En algunes zones, si es prenen les mesures higièniques adequades, es pot aprofitar l'aigua de pluja que llisca per la teulada recollida en cisternes que també serà aigua potable.
| Estat                                                                                          | %  |  | Estat     | %  |  | Estat       | %  |  | Estat         | %  |  | Estat     | %  |
| ---------------------------------------------------------------------------------------------- | -- |  | --------- | -- |  | ----------- | -- |  | ------------- | -- |  | --------- | -- |
| Albània                                                                                        | 97 |  | Algèria   | 89 |  | Azerbaidjan | 78 |  | Brasil        | 87 |  | Xile      | 93 |
| Xina                                                                                           | 75 |  | Cuba      | 91 |  | Egipte      | 97 |  | Índia         | 84 |  | Indonèsia | 78 |
| Iran                                                                                           | 92 |  | Iraq      | 85 |  | Kenya       | 57 |  | Mèxic         | 88 |  | Marroc    | 80 |
| Perú                                                                                           | 80 |  | Filipines | 86 |  | Sud-àfrica  | 86 |  | Corea del Sud | 92 |  | Sudan     | 67 |
| Síria                                                                                          | 80 |  | Turquia   | 82 |  | Uganda      | 52 |  | Veneçuela     | 83 |  | Zimbàbue  | 83 |
| Nota: segons dades d'UNICEF en els països desenvolupats l'accés a l'aigua potable és del 100%. |    |  |           |    |  |             |    |  |               |    |  |           |    |

## Característiques fisicoquímiques

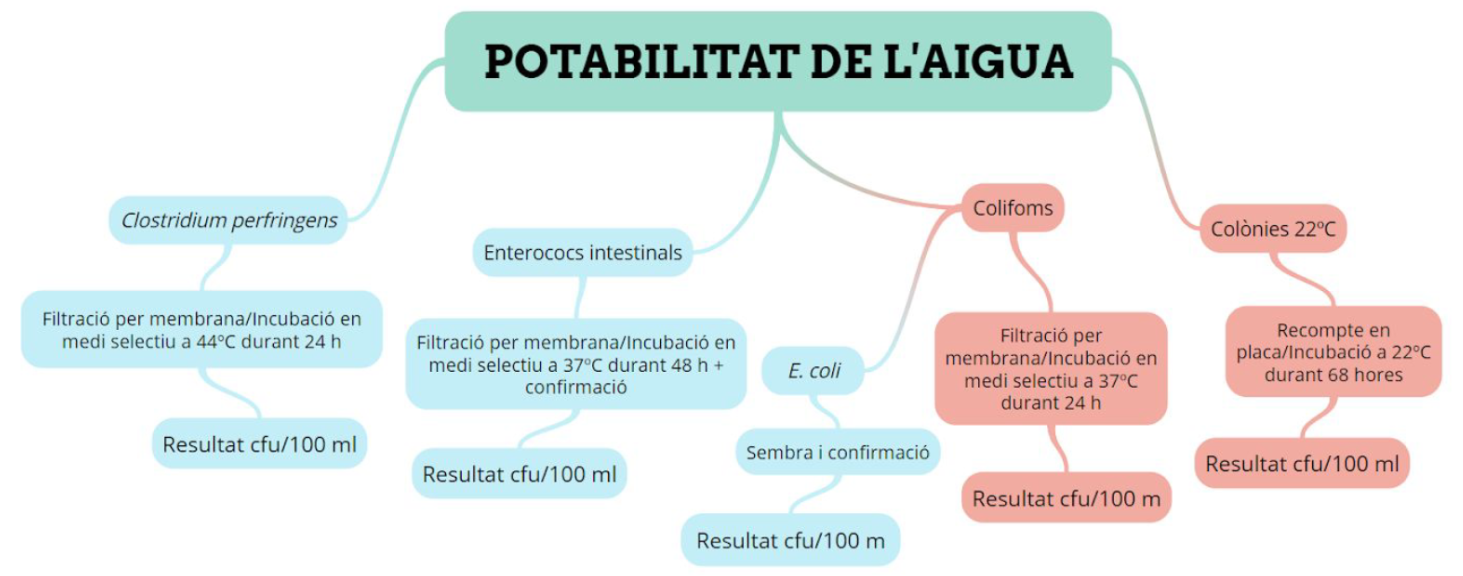
Esquema sobre la potabilització de l'aigua al laboratori.

A Europa es calcula una despesa mitjana d'aigua potable d'entre 150 i 200 litres al dia encara que per a beure només és d'entre 2 i 3 litres. En el marc de la Unió Europea la Directiva marc de l'aigua estableix un marc dictant valors màxims i mínims per al contingut en minerals, de diferents ions com clorurs, nitrats, nitrits, amoni, calci, magnesi, fosfat, arsènic, trihalometans, etc., a més dels gèrmens patògens. Aquesta directiva ha estat transposada a la legislació espanyola, i les autoritats sanitàries han de vetllar pel seu compliment. El pH de l'aigua potable ha d'estar entre 6,5 i 8,5. En les aigües anomenades minerals o minero-medicinals els controls són més estrictes encara.
Els paràmetres per l'aigua potable fan incidència en dues categories: Química/física i microbiològica. Entre la primera categoria hi ha els paràmetres que inclouen els metalls pesants, compostos orgànics, sòlids en suspensió totals i terbolesa. Aquests paràmetres tendeixen a incidir en el risc de malalties cròniques, que per exemple poden produir els metalls pesants, tanmateix hi ha substàncies químiques com els nitrats/nitrits i l'arsènic que poden tenir un impacte més immediat. Els paràmetres físics afecten l'estètica i el gust i poden complicar l'eliminació dels microbis patògens.
Els paràmetres microbiològics inclouen bacteris coliformes, E. coli (que és un indicador de contaminació fecal), i patògens específics com el del còlera altres virus entèrics. També s'inclouen els oocists de protozous paràsits com Cryptosporidium sp., Giardia lamblia, Legionella. Es presta gran atenció als paràmetres microbians, ja que tenen un immediat risc per la salut.

### Qualitat microbiològica de l'aigua
L'aigua apta pel consum humà és una necessitat bàsica per tota la població. A causa de la importància que té l'aigua potable pels éssers humans s'ha inclòs com un dels drets humans. Les malalties infeccioses transmeses a través de l'aigua tenen molta importància en els països en fase de desenvolupament. Són destacables la gran majoria a conseqüència de la contaminació fecal, entre aquests, virus, bacteris i protozous paràsits. A Catalunya, amb gran part de l'abastament de l'aigua d'origen superficial amb una qualitat microbiològica pobre. Amb els tractaments de potabilització complexos, la qualitat de l'aigua de l'aixeta resultant té una qualitat microbiològica prou acceptable, en general, situant-se les malalties transmeses per l'aigua en nivells semblants a l'entorn europeu.

## Dret humà a l'accés a l'aigua potable i al sanejament
L'aigua és un bé escàs i al mateix temps una necessitat bàsica per la salut i dignitat dels éssers humans i els ecosistemes. La situació actual d'aquest recurs és molt preocupant: segons l'Organització Mundial de la Salut (OMS) més de 1.100 milions de persones no tenen accés a aigua potable segura. Per això, és vital el reconeixement i la garantia del dret humà a disposar d'aigua potable. L'any 2010, les Nacions Unides van declarar el dret a l'accés a l'aigua potable i al sanejament com a dret humà essencial. La Declaració reconeix com tots els éssers humans i les comunitats tenen dret a viure en situacions de dignitat. El dret a la seguretat vital, que suposa el dret de tot ésser humà i tota comunitat, per a la seva supervivència, a l'aigua potable i al sanejament, a disposar d'energia i d'una alimentació bàsica adequada. Hi ha debats molt vius en l'àmbit social tant pel que fa al reconeixement per part del dret internacional del dret a disposar d'aigua potable com a dret humà, com, per altra part, el procés de mercantilització de l'aigua o la qüestió de la gestió pública amb participació i control social.
Reconeix que ha de ser:
- Suficient i continu per ús personal i domèstic. D'acord amb l'OMS són necessaris entre 50 i 100 litres per persona i dia per garantir que es cobreixen les necessitats més bàsiques.
- Saludable, lliure de microorganismes i substàncies químiques que representin una amenaça per la salut humana, segons les guies de la qualitat d'aigua potable de l'OMS.
- Acceptable, l'aigua ha de presentar una olor, color i sabor acceptables per ús personal i domèstic. Les instal·lacions han de ser culturalment apropiades al gènere, cicle de la vida i amb la privacitat adequada.
- Accessible físicament, el dret a disposar d'aigua i sanejament accessibles o molt a prop de la llar, lloc treball o d'estudi. Segons l'OMS la font d'aigua ha d'estar a menys d'un quilòmetre de la llar amb un desplaçament inferior equivalent als trenta minuts.
- Assequible per tots. El Programa de les Nacions Unides pel Desenvolupament sosté queel cost de l'aigua no hauria de superar el 3% dels ingressos de la llar.[13]